# 索倫米爾斯 (伊利諾伊州)
索倫米爾斯（英語：Solon Mills）是位於美國伊利諾伊州麥克亨利縣的一個非建制地區。該地的面積和人口皆未知。

## 地理
索倫米爾斯的座標為42°26′32″N 88°16′24″W / 42.44222°N 88.27333°W，而該地的平均海拔高度為235米（即771英尺）。